# Bernhard Fluck
Bernhard Fluck (* 16. Januar 1935 in Remscheid; † 27. September 2013 in Düsseldorf) war ein deutscher Pädagoge. Er war von 1974 bis 1999 Oberstudiendirektor, von 1980 bis 1992 Erster Vorsitzender des Deutschen Philologenverbandes (DPhV), Buchautor sowie freier Journalist und schrieb über bildungspolitische, kulturelle und gesellschaftliche Fragen.

## Leben und Wirken
Nach dem Studium der Germanistik, Geschichte und Politischen Wissenschaft von 1955 bis 1961 an den Universitäten Köln, Tübingen und Bonn war Fluck seit 1962 im höheren Schuldienst tätig: ab 1964 am humanistischen Görres-Gymnasium Düsseldorf, von 1972 bis 1974 als Gründungsdirektor des Kopernikus-Gymnasiums in Ratingen-Lintorf und von 1974 bis 1999 als Oberstudiendirektor am Luisen-Gymnasium in Düsseldorf.
Er engagierte sich über seine Gymnasialtätigkeit hinaus für Fragen der Bildungsreform sowie der Gesellschafts- und Berufspolitik. 1970 berief ihn der Kultusminister des Landes Nordrhein-Westfalen in die Kommission für Politische Bildung. Von 1971 bis 1989 war er Kuratoriumsmitglied im Pädagogischen Institut Düsseldorf für die Lehrerfortbildung.
Bernhard Fluck gehörte seit 1966 dem Deutschen Philologenverband (DPhV), der Berufsvertretung der Gymnasiallehrer im Deutschen Beamtenbund, an und bekleidete hier verschiedene Funktionen. Zehn Jahre war er Stellvertretender Vorsitzender im Philologen-Verband Nordrhein-Westfalen. 1969 wurde er Mitglied im Geschäftsführenden Vorstand des Deutschen Philologenverbandes. Von 1971 an war er neun Jahre Stellvertretender Bundesvorsitzender, bevor er 1980 in Berlin zum Bundesvorsitzenden des DPhV gewählt wurde, ein Amt, das er zwölf Jahre lang innehatte. Seit 1992 war er Ehrenvorsitzender des DPhV.
Von 1980 bis 1992 war Fluck Vorstandsmitglied im Deutschen Beamtenbund (DBB) und zugleich Vorsitzender der Expertenkommission Schule, Bildung und Wissenschaft im DBB. Von 1987 bis 1991 gehörte er der Deutschen UNESCO-Kommission an. Auf zahlreichen internationalen Lehrerkongressen vertrat er die Interessen der Lehrer im Philologenverband und im Beamtenbund. Er war katholisch, seit 1969 war er Mitglied in der Gesellschaft Katholischer Publizisten (GKP).
Bernhard Fluck war seit 1960 verheiratet mit Christa Fluck, geborene Reuse, lebte in Düsseldorf und hatte zwei Töchter (Angela und die 1963 in Düsseldorf geborene Regisseurin Martina Fluck).

## Ehrungen
- 1993 wurde Bernhard Fluck das Verdienstkreuz am Bande des Verdienstordens der Bundesrepublik Deutschland verliehen.
- 1992 wählte ihn die Vertreterversammlung des DPhV zum Ehrenvorsitzenden des Deutschen Philologenverbandes.
- 2005 ernannte ihn der Philologen-Verband Nordrhein-Westfalen zum Ehrenmitglied.

## Veröffentlichungen (Auswahl)
- mit Edmund Spohr: Schulreform und Stadtentwicklung. Goch: B.o.s.s. Druck und Medien, 2007, 216 S., ISBN 978-3-933969-76-7
- Gymnasium, Auftrag, Fortschritt, Deutscher Philologenverband und Gymnasium im 19. und 20. Jahrhundert. Düsseldorf: Pädagogik & Hochschul Verlag, 2003, 448 S., ISBN 3-921990-41-6
- Bildung und Verantwortung. Köln: J. P. Bachem Verlag, 1989, 125 S., ISBN 3-7616-0996-5